# Joseph Anderheiden
Joseph (Josef) Franz Anderheiden (* 27. Februar 1852 in Erkelenz, Rheinprovinz; † 16. Juni 1936 in Bleidenstadt) war ein preußischer Offizier und zuletzt Generalmajor.

## Leben
Joseph (Josef) Franz Anderheiden, Sohn des Kaufmanns Adolf Anderheiden († 3. Januar 1867) und dessen Ehefrau Josephine Anderheiden, geborene Kerbusch († 20. Januar 1855), besuchte zunächst das Gymnasium in Erkelenz und legte am Gymnasium in Kempten am Rhein sein Abitur ab. Am 12. Februar 1871 trat er in das Feldartillerie-Regiment „von Holtzendorff“ (1. Rheinisches) Nr. 8 ein und wurde dort am 12. April 1873 zum Leutnant befördert. 1881 wechselte er als Oberleutnant zum Badischen Fußartillerie-Regiment Nr. 14 und wurde im Anschluss 1887 als Hauptmann Kompaniechef im Fußartillerie-Regiment „General-Feldzeugmeister“ (Brandenburgisches) Nr. 3. 1890 übernahm er à la suite den Posten als Vorsteher des Artillerie-Depots im Garnisonskommando Hannover und wurde im Anschluss 1893 zum Württembergischen Fußartillerie-Regiment Nr. 13 versetzt. 
Im Mai 1895 wurde Anderheiden zum Major befördert und übernahm einen Dienstposten als Lehrer an der Schießschule der Fußartillerie in Jüterbog, ehe er 1898 Kommandeur eines Bataillons im Fußartillerie-Regiment „von Dieskau“ (Schlesisches) Nr. 6 wurde. Danach fand er zwischen 1900 und 1902 Verwendung als Erster Artillerieoffizier für Straßburg im Reichsland Elsaß-Lothringen sowie von 1902 bis 1903 als Direktor des 3. Artillerie-Departements in der Artilleriedirektion. Nach seiner Beförderung zum Oberstleutnant übernahm er 1903 den Posten als Kommandeur des Schleswig-Holsteinische Fußartillerie-Regiment Nr. 9 und erhielt dort am 19. Dezember 1905 auch seine Beförderung zum Oberst. Zuletzt erhielt er nach weiteren Dienstposten am 29. August 1915 Charakter eines Generalmajors.
Aus seiner am 14. August 1880 geschlossenen Ehe mit Hedwig Sophie Auguste Anna zu Homburg vor der Höhe (* 15. Mai 1858) gingen der Sohn Kurt (* 29. April 1881), der als Leutnant im Garde-Fußartillerie-Regiment diente, sowie Tochter Hildegard (* 6. August 1882) hervor.